# Інтимна лірика
| Література | Це незавершена стаття про літературу. Ви можете допомогти проєкту, виправивши або дописавши її. |

Лірика інтимна (франц. intime, від intimus — найглибший, потаємний) — умовна назва ліричного твору, в якому провідним є мотив любовної пристрасті і розкривається широкий діапазон душевних переживань, втаємничення заповітної істини, пов’язаної з історією кохання. Таку лірику ще називають любовною, вона належить до вічних у світовій літературі. Взірцем інтимної лірики визнано поетичні твори Данте, Ф. Петрарки, Гафіза, І. Франка, В. Сосюри та інших.